# Литьё

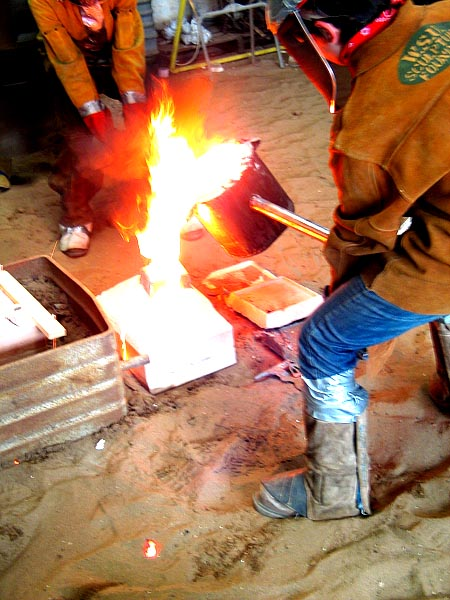
Ручная заливка металла в форму

Литьё — заполнение чего-либо (изложницы, формы, ёмкости, полости) тем или иным материалом, находящимся в жидком агрегатном состоянии, также отлитая вещь (изделие).
По ГОСТ 3.1109-82: изготовление заготовки или изделия из жидкого материала заполнением им полости заданных форм и размеров с последующим затвердением. В наиболее распространённом понимании — типовой процесс-операция получения изделий, заключающийся в заполнении специальной ёмкости (формы), формирующей поверхность или часть поверхности изготавливаемого изделия, жидким материалом (металлы и неметаллы) с дальнейшим термо-временным переходом жидкого материала в твёрдое агрегатное состояние и получения, в результате, твёрдой заготовки, близкой по конфигурации, размерам и свойствам к изделию. Литьём называют также продукцию литейного производства, художественные изделия и изделия народных промыслов, полученные с помощью литья. Сущность процессов литья металлов и задача литейного производства. Литьём (или литейным производством) называют метод производства, при котором изготовляют фасонные заготовки деталей путём заливки расплавленного металла в заранее приготовленную литейную форму, полость которой имеет конфигурацию заготовки детали. После затвердевания и охлаждения металла в форме получают отливку-заготовку детали. Основной задачей литейного производства является изготовление литейных сплавов отливок, имеющих разнообразную конфигурацию с максимальным приближением их формы и размеров к форме и размерам детали (при литье невозможно получить отливку, форма и размеры которой соответствует форме и размерам детали) . Мастер литейного дела, отливщик — Лите́йщик или Лите́ц, например «пушечный литец» Андрей Чохов, который, в 1586 году, создал Царь-пушку.

## Классификация литья
Литьё классифицируется по:
- Материалу отливок:

металлическое — чёрное (из сплавов на основе железа — стали и чугуна) и цветное (из цветных и драгоценных металлов — меди, алюминия, магния, олова, висмута, свинца, серебра, золота) и сплавов на их основе.
неметаллическое — из пластических масс, полимеров, минералов, бетона, гипса, органических веществ, керамики, стекла, соли, шлака и других материалов.
- Назначению отливок: производственно-техническое, бытовое, медицинское, декоративное, художественное и пр.
- Точности размеров, степени шероховатости поверхности отливок, наличию и величине припуска для механической обработки: грубое, точное, прецизионное.
- Специальным требованиям, предъявляемым к отливкам.
- Технологии (видам, способам, методам) получения отливок: в землю, в коки́ль, по выплавляемым моделям, под давлением, электрошлаковое, по газифицируемым моделям, в формы из холоднотвердеющих смесей, выжиманием, по замораживаемым моделям, центробежное, непрерывное, вакуумное и др.

Возможны варианты одной технологии (например, литьё по выплавляемым моделям из парафино-стеариновых смесей и литьё по выплавляемым моделям из легкоплавких сплавов) и объединение различных технологий (например электрошлаковое литьё в кокиль).

### Литьё в песчаные формы
Литьё в песчаные формы — дешёвый, самый грубый (в плане размерной точности и шероховатости поверхности отливок), но самый массовый (до 75-80 % по массе получаемых в мире отливок) вид литья. Вначале изготовляется литейная модель (в основном используются модели из дерева и древесных материалов. Хотя в настоящее время всё чаще начинают использоваться пластиковые (реже — металлические) модели, полученные методами быстрого прототипирования), копирующая будущую деталь. Модель, закреплённая на подмодельной плите, засыпается песком или формовочной смесью (обычно песок и связующее), заполняющей пространство между ней и двумя открытыми ящиками (опоками). Отверстия и полости в детали образуются с помощью размещённых в форме литейных песчаных стержней, копирующих форму будущего отверстия. Насыпанная в опоки смесь уплотняется встряхиванием, прессованием или же затвердевает в термическом шкафу (сушильной печи). Образовавшиеся полости заливаются расплавом металла через специальные отверстия — литники. После остывания форму разбивают и извлекают отливку. После чего отделяют литниковую систему (обычно это обрубка), удаляют облой и проводят термообработку.
Для получения отливки данным методом могут применяться различные формовочные материалы, например, песчано-глинистая смесь или песок в смеси со смолой и т. д. Для изготовления формы используют опоку (металлический короб без дна и крышки). Опока имеет две полуформы, то есть состоит из двух коробов. Плоскость соприкосновения двух полуформ — поверхность разъёма. В полуформу засыпают формовочную смесь и утрамбовывают её. На поверхности разъёма делают отпечаток промодели (промодель соответствует форме отливки). Также выполняют вторую полуформу. Соединяют две полуформы по поверхности разъёма и производят заливку металла.
Новым направлением технологии литья в песчаные формы является применение вакуумируемых форм из сухого песка без связующего.

### Литьё в вакуумно-плёночные формы
Технология литья в вакуумно-плёночные формы (ВПФ) представляет собой процесс формообразования за счёт кварцевого песка без связующих смесей. Песчаная форма держится за счёт силы вакуума, создаваемого внутри формы. Используемые в процессе модели отливок изготавливаются из дерева или пластика и имеют высокий эксплуатационный срок, так как в процессе изготовления форм модель покрыта плёнкой и не соприкасается с песком, что исключает её износ.
Создание формы для заливки происходит в 4 этапа:
1. модель будущего изделия обтягивается полиэтиленовой плёнкой и покрывается антипригарной краской;
2. на модель устанавливается опока, в опоку засыпается песок, производится виброуплотнение формы;
3. опока сверху накрывается полиэтиленовой плёнкой, и производится вакуумирование формы;
4. опока отделяется от модели.

Заливка формы металлом происходит так же, как и при литье в песчаные формы. Выбросы и запахи, присутствующие при сгорании материалов формы от контакта с жидким металлом, засасываются вакуумной системой, не выделяясь в атмосферу, что говорит об экологичности процесса.
Метод вакуумно-плёночной формовки относят к точным видам литья, позволяющим изготавливать отливки с малой толщиной стенки. Этот метод применяют при изготовлении стальных, чугунных, алюминиевых и магниевых отливок. Преимуществом метода является высокое качество формовки, поверхность отливки гладкая и чистая, не требующая дополнительной механической обработки, что существенно снижает себестоимость изделий.

### Литьё в кокиль
Литьё металлов в кокиль — более качественный способ. Изготавливается кокиль — разборная форма (чаще всего металлическая), в которую производится литьё. После застывания и охлаждения, кокиль раскрывается и из него извлекается изделие. Затем кокиль можно повторно использовать для отливки такой же детали. В отличие от других способов литья в металлические формы (литьё под давлением, центробежное литьё и др.), при литье в кокиль заполнение формы жидким сплавом и его затвердевание происходят без какого-либо внешнего воздействия на жидкий металл, а лишь под действием силы тяжести.
Основные операции и процессы: очистка кокиля от старой облицовки, прогрев его до 200—300 °C, покрытие рабочей полости новым слоем облицовки, простановка стержней, закрывание частей кокиля, заливка металла, охлаждение и удаление полученной отливки. Процесс кристаллизации сплава при литье в кокиль ускоряется, что способствует получению отливок с плотным и мелкозернистым строением, а следовательно, с хорошей герметичностью и высокими физико-механическими свойствами. Однако отливки из чугуна из-за образующихся на поверхности карбидов требуют последующего отжига. При многократном использовании кокиль коробится и размеры отливок в направлениях, перпендикулярных плоскости разъёма, увеличиваются.
В кокилях получают отливки из чугуна, стали, алюминиевых, магниевых и др. сплавов. Особенно эффективно применение кокильного литья при изготовлении отливок из алюминиевых и магниевых сплавов. Эти сплавы имеют относительно невысокую температуру плавления, поэтому один кокиль можно использовать до 10000 раз (с простановкой металлических стержней). До 45 % всех отливок из этих сплавов получают в кокилях. При литье в кокиль расширяется диапазон скоростей охлаждения сплавов и образования различных структур. Сталь имеет относительно высокую температуру плавления, стойкость кокилей при получении стальных отливок резко снижается, большинство поверхностей образуют стержни, поэтому метод кокильного литья для стали находит меньшее применение, чем для цветных сплавов. Данный метод широко применяется при серийном и крупносерийном производстве.

### Литьё под давлением
ЛПД занимает одно из ведущих мест в литейном производстве. Производство отливок из алюминиевых сплавов в различных странах составляет 30—50 % общего выпуска (по массе) продукции ЛПД. Следующую по количеству и разнообразию номенклатуры группу отливок представляют отливки из цинковых сплавов. Магниевые сплавы для литья под давлением применяют реже, что объясняется их склонностью к образованию горячих трещин и более сложными технологическими условиями изготовления отливок. Получение отливок из медных сплавов ограничено низкой стойкостью пресс-форм.
Номенклатура выпускаемых отечественной промышленностью отливок очень разнообразна. Этим способом изготавливают литые заготовки самой различной конфигурации массой от нескольких граммов до нескольких десятков килограммов.
Выделяются следующие положительные стороны процесса ЛПД:
- Высокая производительность и автоматизация производства, наряду с низкой трудоёмкостью на изготовление одной отливки, делает процесс ЛПД наиболее оптимальным в условиях массового и крупносерийного производств.
- Минимальные припуски на мехобработку или не требующие оной, минимальная шероховатость необрабатываемых поверхностей и точность размеров, позволяющая добиваться допусков до ±0,075 мм на сторону.
- Чёткость получаемого рельефа, позволяющая получать отливки с минимальной толщиной стенки до 0,6 мм, а также литые резьбовые профили.
- Чистота поверхности на необрабатываемых поверхностях, позволяет придать отливке товарный эстетический вид.

Также выделяют следующие негативное влияние особенностей ЛПД, приводящие к потере герметичности отливок и невозможности их дальнейшей термообработки:
- Воздушная пористость, причиной образования которой являются воздух и газы от выгорающей смазки, захваченные потоком металла при заполнении формы, что вызвано неоптимальными режимами заполнения, а также низкой газопроницаемостью формы.
- Усадочные пороки, проявляющиеся из-за высокой теплопроводности форм наряду с затруднёнными условиями питания в процессе затвердевания.
- Неметаллические и газовые включения, появляющиеся из-за нетщательной очистки сплава в раздаточной печи, а также выделяющиеся из твёрдого раствора.

Задавшись целью получения отливки заданной конфигурации, необходимо чётко определить её назначение: будут ли к ней предъявляться высокие требования по прочности, герметичности или же её использование ограничится декоративной областью. От правильного сочетания технологических режимов ЛПД, зависит качество изделий, а также затраты на их производство. Соблюдение условий технологичности литых деталей, подразумевает такое их конструктивное оформление, которое, не снижая основных требований к конструкции, способствует получению заданных физико-механических свойств, размерной точности и шероховатости поверхности при минимальной трудоёмкости изготовления и ограниченном использовании дефицитных материалов. Всегда необходимо учитывать, что качество отливок, получаемых ЛПД, зависит от большого числа переменных технологических факторов, связь между которыми установить чрезвычайно сложно из-за быстроты заполнения формы.
Основные параметры, влияющие на процесс заполнения и формирования отливки, следующие:
- давление на металл во время заполнения и подпрессовки;
- скорость прессования;
- конструкция литниково-вентиляционной системы;
- температура заливаемого сплава и формы;
- режимы смазки и вакуумирования.

Сочетанием и варьированием этих основных параметров, добиваются снижения негативных влияний особенностей процесса ЛПД. Исторически выделяются следующие традиционные конструкторско-технологические решения по снижению брака:
- регулирование температуры заливаемого сплава и формы;
- повышение давление на металл во время заполнения и подпрессовки;
- рафинирование и очистка сплава;
- вакуумирование;
- конструирование литниково-вентиляционной системы;

Также, существует ряд нетрадиционных решений, направленных на устранение негативного влияние особенностей ЛПД:
- заполнение формы и камеры активными газами;
- использование двойного хода запирающего механизма;
- использование двойного поршня особой конструкции;
- установка заменяемой диафрагмы;
- проточка для отвода воздуха в камере прессования;

### Литьё по выплавляемым моделям
Ещё один способ литья — по выплавляемой модели — известен с глубокой древности. Он применяется для изготовления деталей высокой точности и сложной конфигурации, невыполнимых другими методами литья (например, лопатки турбин и т. п.)
Из легкоплавкого материала: парафин, стеарин и др., (в простейшем случае — из воска) путём его запрессовки в пресс-форму изготавливается точная модель изделия и литниковая система.
Затем модель окунается в жидкую суспензию пылевидного огнеупорного наполнителя в связующем. На модельный блок (модель и ЛПС) наносят суспензию и производят обсыпку, так наносят от 6 до 10 слоёв, с сушкой каждого слоя. С каждым последующим слоем фракция зерна обсыпки меняются для формирования плотной поверхности оболочковой формы. Из сформировавшейся оболочки выплавляют модельный состав. После сушки и вытопки блок прокаливают при температуре примерно 1000 °C для удаления из оболочковой формы веществ способных к газообразованию.
Затем оболочки поступают на заливку. Перед заливкой блоки нагревают в печах до 1000 °C. Нагретый блок устанавливают в печь, и разогретый металл заливают в оболочку. Залитый блок охлаждают в термостате или на воздухе. Когда блок полностью охладится его отправляют на выбивку. Ударами молота по литниковой чаше производится отбивка керамики, далее отрезка ЛПС. Таким образом получаем отливку.
Преимущества этого способа: возможность изготовления деталей из сплавов, не поддающихся механической обработке; получение отливок с точностью размеров до 11 — 13 квалитета и шероховатостью поверхности Ra 2,5—1,25 мкм, что в ряде случаев устраняет обработку резанием; возможность получения узлов машин, которые при обычных способах литья пришлось бы собирать из отдельных деталей. Литьё по выплавляемым моделям используют в условиях единичного (опытного), серийного и массового производства.
В силу большого расхода металла и дороговизны процесса, литьё по выплавляемым моделям применяют только для ответственных деталей.

### Литьё по газифицируемым моделям
Литьё по газифицируемым моделям (ЛГМ) из пенопласта по качеству фасонных отливок, экономичности, экологичности и высокой культуре производства наиболее выгодно. Мировая практика свидетельствует о постоянном росте производства отливок этим способом, которое в 2007 году превысило 1,5 млн т/год, особенно популярна она в США и Китае (в одной КНР работает более 1,5 тыс. таких участков), где всё больше льют отливок без ограничений по форме и размерам. В песчаной форме модель из пенопласта при заливке замещается расплавленным металлом, так получается высокоточная отливка. Чаще всего форма из сухого песка вакуумируется на уровне 50 кПа, но также применяют формовку в наливные и легкоуплотняемые песчаные смеси со связующим. Область применения — отливки массой 0,1—2000 кг и более, тенденция расширения применения в серийном и массовом производстве отливок с габаритными размерами 40—1000 мм, в частности, в двигателестроении для литья блоков и головок блоков цилиндров и др.
На 1 тонну годного литья расходуется 4 вида модельно-формовочных (неметаллических) материалов:
- кварцевого песка — 50 кг,
- противопригарного покрытия — 25 кг,
- пенополистирола — 6 кг,
- плёнки полиэтиленовой — 10 м².

Отсутствие традиционных форм и стержней исключает применение формовочных и стержневых смесей, формовка состоит из засыпки модели песком с повторным его использованием на 95-97 %.

### Центробежное литьё
Центробежный метод литья (центробежное литьё) используется при получении отливок, имеющих форму тел вращения. Подобные отливки отливаются из чугуна, стали, бронзы и алюминия. При этом расплав заливают в металлическую форму, вращающуюся со скоростью 3000 об/мин.
Под действием центробежной силы расплав распределяется по внутренней поверхности формы и, кристаллизуясь, образует отливку. Центробежным способом можно получить двухслойные заготовки, что достигается поочерёдной заливкой в форму различных сплавов. Кристаллизация расплава в металлической форме под действием центробежной силы обеспечивает получение плотных отливок.
При этом, как правило, в отливках не бывает газовых раковин и шлаковых включений. Особыми преимуществами центробежного литья является получение внутренних полостей без применения стержней и большая экономия сплава в виду отсутствия литниковой системы. Выход годных отливок повышается до 95 %.
Широким спросом пользуются отливки втулок, гильз и других заготовок, имеющих форму тела вращения, произведённые с помощью метода центробежного литья.
Центробежное литьё — это способ получения отливок в металлических формах. При центробежном литье расплавленный металл, подвергаясь действию центробежных сил, отбрасывается к стенкам формы и затвердевает. Таким образом получается отливка. Этот способ литья широко используется в промышленности, особенно для получения пустотелых отливок (со свободной поверхностью).
Центробежное литье обеспечивает высокую плотность отливок и отсутствие внутренних дефектов. Технология центробежного литья обеспечивает целый ряд преимуществ, зачастую недостижимых при других способах, к примеру:
- Высокая износостойкость.
- Высокая плотность металла.
- Отсутствие раковин.
- В продукции центробежного литья отсутствуют неметаллические включения и шлак.

Центробежным литьём получают литые заготовки, имеющие форму тел вращения:
- втулки;
- венцы червячных колёс;
- барабаны для бумагоделательных машин;
- роторы электродвигателей.

Наибольшее применение центробежное литьё находит при изготовлении втулок из медных сплавов, преимущественно оловянных бронз.
По сравнению с литьём в неподвижные формы центробежное литьё имеет ряд преимуществ: повышаются заполняемость форм, плотность и механические свойства отливок, выход годного. Однако для его организации необходимо специальное оборудование; недостатки, присущие этому способу литья: неточность размеров свободных поверхностей отливок, повышенная склонность к ликвации компонентов сплава, повышенные требования к прочности литейных форм.

### Литьё в оболочковые формы
Литьё в оболочковые формы — способ получения фасонных отливок из металлических сплавов в формах, состоящих из смеси песчаных зёрен (обычно кварцевых) и синтетического порошка (обычно фенолоформальдегидной смолы и пульвер-бакелита). Предпочтительно применение плакированных песчаных зёрен (покрытых слоем синтетической смолы).
Оболочковую форму получают одним из двух методов. Смесь насыпают на металлическую модель, нагретую до 300 °C, выдерживают в течение нескольких десятков секунд до образования тонкого упрочнённого слоя, избыток смеси удаляют. При использовании плакированной смеси её вдувают в зазор между нагретой моделью и наружной контурной плитой. В обоих случаях необходимо доупрочнение оболочки в печи (при температуре до 600—700 °C) на модели. Полученные оболочковые полуформы скрепляют, и в них заливают жидкий сплав. Во избежание деформации форм под действием заливаемого сплава перед заливкой их помещают в металлический кожух, а пространство между его стенками и формой заполняют металлической дробью, наличие которой воздействует также на температурный режим охлаждающейся отливки.
Этим способом изготавливают различные отливки массой до 25 кг. Преимуществами способа являются значительные повышение производительности по сравнению с изготовлением отливок литьём в песчаные формы, управление тепловым режимом охлаждения отливки и возможность механизировать процесс.